# Symphorce
A Symphorce egy német heavy metal/power metal együttes, amely 1998-ban alakult. A zenekar nevét Andy B. Franck énekes a symphony és force angol szavak összeolvasztásából alkotta. Az együttes 2011-ben a tagok egyéb elfoglaltságai okán és "inspiráció-hiány" miatt feloszlott.

## Történet
A zenekart Andy B. Franck énekes és Cedric C. Dupond gitáros alapította Hamburgban. Egy kis kiadónál a "munkamániás" énekes rögtön a zenekar megalakulását követően elérte első lemezük elkészítését és kiadását (Truth to Promises), melynek nyomán 2000-ben már a Mercyful Fate előzenekaraként léptek fel. Sőt még azon évben megjelentették második albumukat is Sinctuary címen. A zenekar életében roppant kihívást jelentett, hogy felfutó karrierjük idején vette át Andy B. Franck énekes a hasonló stílusban utazó Brainstorm együttes frontemberi feladatait is. Ennek ellenére Markus Pohl gitárossal (aki később a szintén hasonló zenét játszó Mystic Prophecy zenekarban is szerepet vállalt) és Sasha Sauer dobossal megerősödve vágtak bele Andy B. Franck vezetésével a harmadik stúdiólemezük elkészítésébe. A szakmai sikert jól mutatta, hogy a 2002-es phorcefulAhead album már a Metal Blade Records gondozásában látott napvilágot. Turnéra már a Kamelot és a Grave Digger társaságában indultak és folyamatosan dolgoztak az újabb anyagokon is. Így gyors egymásutánban jelent meg a negyedik és ötödik nagylemezük (Twice Second, 2004; GodSpeed, 2005), majd a Stratovarius kíséretében első Egyesült Államok-beli turnéjukra is sor került.
A zenekar legutóbbi nagylemeze (Become Death) 2007-ben jelent meg. Ezt követően a zenekartagok más projektjeiken dolgoztak. Andy B. Franck ismét a Brainstorm lemezeire koncentrált, míg Cedric „Cede“ Dupont gitáros megalakította a Downspirit névre keresztelt új együttesét, sőt emellett önálló instrumentális dalokat is rögzített. Így 2010 júniusában jelentette meg Melodrama címen szólólemezét, majd a Downspirit-tel több nyári fesztiválfellépést is vállalva, még augusztusban kiadta a Point of Origin albumát.
Végül a hosszabbra nyúlt útkeresés után a Symphorce az AFM Records lemezkiadóval írt alá szerződést és megkezdték a munkálatokat legújabb stúdiólemezükön. Az Unrestricted címre hallgató hetedik sorlemez 2010. október 15-én jelent meg. Noha a lemez megjelenését követte néhány fesztivál-fellépés, a zenekar tagjai egyre inkább saját egyéb projektjeikre koncentráltak.
A zenekar-vezető Andy B. Franck végül 2011. október 10-én az együttes myspace-blogján jelentette be feloszlásukat. "A hét lemez, a tizenkét év és a sok ezer lelkes rajongó nem könnyítette meg a döntést, de hosszas gondolkodás és sok beszélgetés után végül úgy döntöttünk, befejezzük a Symphorce pályafutását." A feloszlás okaként elsősorban az egyes zenészek más projektekben vállalt szerepét, illetve a megfelelő inspiráció hiányát jelölte meg az énekes. Mint a bejegyzésében olvasható: "A Symphorce mindig az abszolút független stílusú metal mellett állt ki, de a legutóbbi – és utolsó – lemezünk, az Unrestricted után rá kellett jönnünk, hogy zeneileg mindent elmondtunk, amit csak tudtunk."
A zenekar tagjai természetesen más zenekaraikban tovább folytatják munkájukat: Markus Pohl gitáros részt vesz a Mystic Prophecy új nagylemezének felvételein, Cedric Dupont gitáros a Downspirit-re koncentrál, míg Steffen Thaurer dobos a Watch Me Bleed-ben püföli tovább a bőröket. Az énekes, Andy B. Franck "azt is hozzátette, hogy a 2010-es 'Unrestricted'-del mindent kifejeztek zeneileg, amit ki akartak, így ő részéről 100%-osan a Brainstormra és az új lemezük ('On The Spur of the Moment') promotálására koncentrál."

## Korábbi tagok
- Stefan Koellner - dobos (1999-2000)
- Sascha Sauer - dobos (2001-2005)
- H.P. Walter - billentyűs (1999-2000)
- Mike Hammer - basszusgitár (1999)
- Stefan Bertolla - gitár (1999)

## Diszkográfia
- 1999: Truth to Promises (Noise Records)
- 2000: Sinctuary (Noise Records)
- 2002: phorcefulAhead (Metal Blade Records)
- 2004: Twice Second (Metal Blade)
- 2005: GodSpeed (Metal Blade)
- 2007: Become Death (Metal Blade)
- 2010: Unrestricted (AFM Records)